# 他界

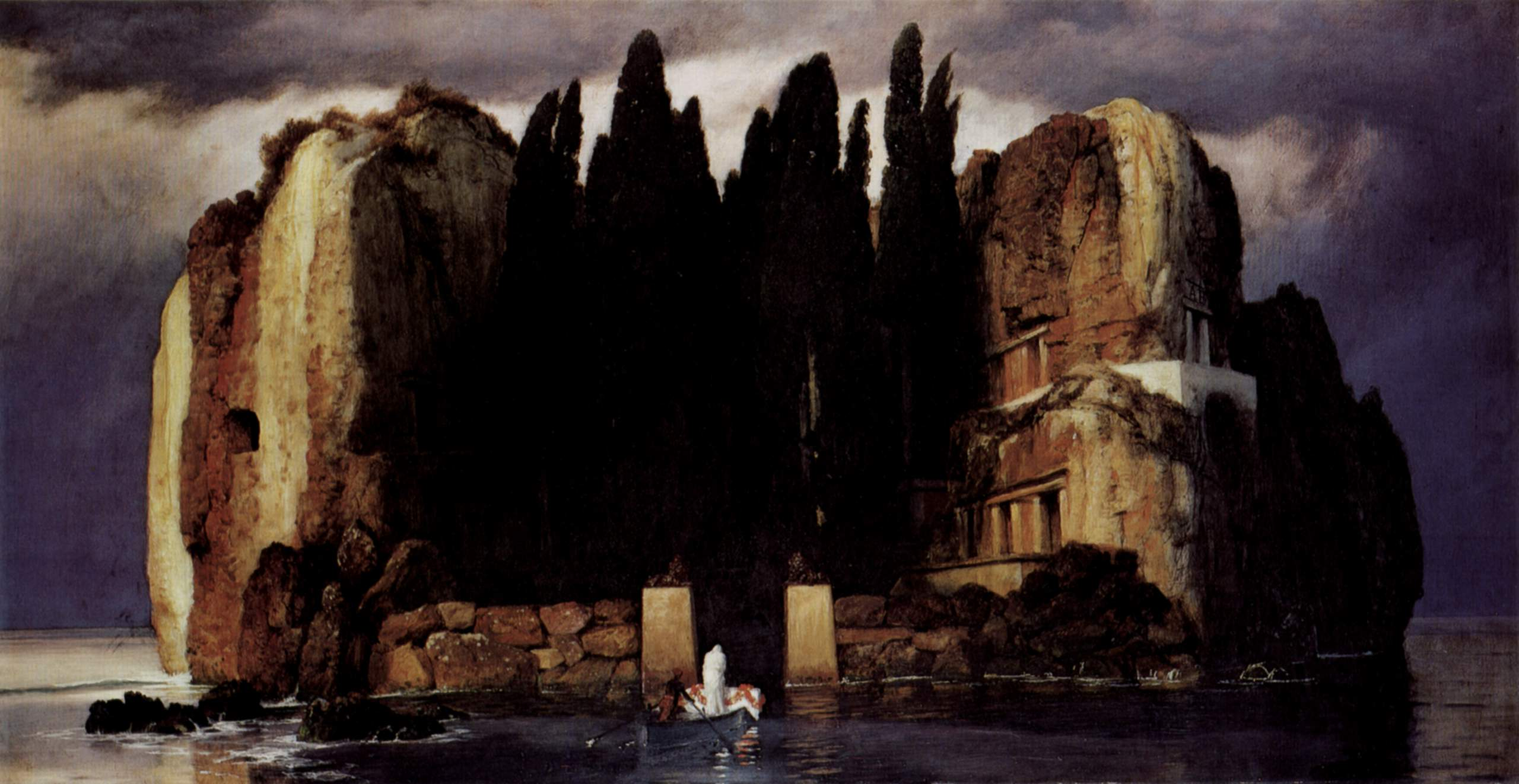
『死の島』1883年
ベルリン美術館

他界（たかい）は、人が死亡した時、その魂が行くとされる場所。あるいは、亡くなった祖先が住まうとされる場所。地域によって山上他界、海上他界と呼ばれるほか、地中他界という考え方もある。これらの他界の種類によって、葬儀の制度「葬制」に特徴が表れている（海上他界での水葬、地中他界のなごりの土葬など）。
なお、現代の日本語では、人が亡くなった事を丁寧に言う表現として、他界へ行ったという意味で「他界（した）」という。

## 概要
人は死んだら他の世界に行くという思想は多くの民族に見られる。黄泉、極楽浄土、天国（あるいは地獄）、死者の国など、その呼び方は地域や宗教によって多くの種類がある。ヨーロッパの神話、伝説でも冥界、冥府、黄泉の国という考え方は古くからあり、ギリシア神話でもゼウスとその兄弟たちが巨人族との戦いで勝利した後、その支配する世界は、天上界、海、冥府と３分され、冥府はハーデースが支配することになった。これは、地下の世界と考えられている。北欧神話でも、ヴァルハラとして登場する。これは戦場で名誉ある死を遂げたものが招かれる場所である。これらに共通しているのは、場所を具体的な「国」として認識している点で、自分の属する「国」と死者が属される「国」に境界線をはっきりと引いている。このような類似性を説明するものとして、ユング心理学で人類は深層心理で集合的無意識を共有しており、共通した元型として表出されているとする説がある。

## 山上他界
日本の昔の信仰では、亡くなった人の魂は山の上の遥か彼方に行ってしまうと信じられており、葬儀の際の野辺送りは山送りとも呼ばれた。
山上他界をよく表しているのが神仏習合の結果としての修験道で、これは他界あるいは死の世界で修行を積み、現世に帰還できれば常人の持てない力を身に付けられるという信仰による。これは仏教で生きながら仏（原義は「悟りを得た者」）になる即身成仏の観念とも通じるものがあった。
亡くなった祖霊の住処である山を囲って霊域（山中他界と言う）として、そこを霊の祀り所として禁忌の場所とした。（恐山などの霊場信仰）

## 海上他界
九州や南方の島々、或いは瀬戸内地方では、人は亡くなったら海の彼方に行ってしまうと信じられており、こちらは海上他界、海上他界説という。常世の思想、ニライカナイや竜宮伝説は、この海洋信仰の延長線上にあるとも言われている。
平安時代末期から室町時代末期の間、紀伊で主に行われた普陀洛渡海は、この海上他界信仰を基にしている。

## 地中他界
その他に地中他界、地の下はるかに死者の霊魂の眠る国があるという考え方がある。「根の国」、「黄泉」と言われる。日本神話では、イザナギとイザナミの例があるし、ヨーロッパではオルペウス物語やヴェルギリウス作の『アエネーイス』第6巻にその例がある。『アエネーイス』では、地下界として出てくる。

## 巨獣内他界
かなり特殊な例といえるが、アフリカのズール族に伝えられるもので、内容は、2人の子が象に飲み込まれ、母親も後を追って、胃の中に達すると、森や河、数多くの高原が見えてきた。一方では数多くの岩があり、その間に村が点在していて人々が生活していた。そして、そこには子供達もいた。

## 他界への旅立ち
他界へ旅立つ際には、境界としてステュクス川などの「川」またはその川に架かる「橋」や「門」といった象徴が世界中でよく用いられる。小野篁の伝説では「井戸」が冥界への入り口となる（#逸話と伝説を参照）。
死者の魂を他界へと運ぶとされるものとして、馬や鳥、船といったものがある。馬は、ケルト神話の死の女神エポナなどが有名であり、ヨーロッパで信仰が衰えた後も、ケルピーといった命を奪う妖精伝承の形で残っていると考えられる。鳥は、葬儀に鳥葬といった形式があり、また霊魂の表象として広く用いられる。船は、上述のような境界となる川を渡すものである他、船葬墓としてヴァイキングなどの風習が知られている。副葬品としての船も各地で見られるものである。
昔話研究者として知られるウラジーミル・プロップは、多くの昔話において上記の3つが主人公の移動手段として典型的であり、他界への旅との関連性を指摘している。
別例として、アフリカのズール族の場合、男がヤマアラシの後をつけて一昼夜旅をしたところで一つの村にたどりつき、そこで見た光景は、釜炊く火の煙、人々が忙しく動き回り、犬は鳴き、子供達は騒がしくわめき、山・崖・河のたたずまいも地上の世界と少しも変わらなかったが、「近づいてよく見たいところだが、捕まったら命がない」と思い、大急ぎで駆け戻ってみると、地上では自分の葬儀が行われていたという話が伝えられている。

### 他界へ行く生者の物語
旅立つ先は主に死後の世界であるが、文学では生者が他界へと行って戻って来るという神話、説話が見られる（古代メソポタミアのギルガメシュ叙事詩内の「エンキドゥと冥界」など）。日本でいえば、イザナギがイザナミを連れ帰るために、黄泉の国へ行って帰ってくる『古事記』の話が有名である。
小野篁に至っては、閻魔大王の裁判の補佐をしていたという伝説上（『江談抄』『今昔物語集』『元亨釈書』）、井戸を通じて現世と冥界を行き来している（「小野篁#逸話と伝説」を参照）。
アイヌにも同様の口承文学はみられ、沙流郡平取町のアイヌ･カレピアが伝えた話として、ある酋長夫婦が和人の国へ交易へ出かけた帰りに遭遇したこととして、つたいづたいで海岸に泊まりながら移動し、ある崖山の浜に舟を置き、一休みしていると、大津波が寄せて来た。妻の手をとり、崖を上って避難する中、洞窟があり、逃げ込むとその奥は明るく（洞窟の外は夜）綺麗な村があった。村人に話すと、ここが死者の国であり、ここの食物を口にすると人間界に帰れないことを説明された。また死者の国だが、クマもシカもいるため、狩りで食べていける上、生前使っていた道具ももっていけるといわれた。そのため、何も食べず、急いで帰るようにと死者の忠告を受け、あそこは悪魔が住んでいる浜辺で、津波も悪魔が見せた幻であるから、舟も無事であると説明を受ける。帰りの途中、見知った老人と見知らぬ老人とすれ違うが、2人ともこちらの姿は見えない様子だった。夫婦はそのまま舟で生まれた村に帰った。
また、この文学的な描写は、20世紀のファンタジー文学の名作『指輪物語』、『ナルニア国物語』に見られる。現実での例は滅多になく、その少数が臨死体験などに見られる。その際、前述のような象徴を見聞きする体験を伴い、死後の世界の証明だと主張されることもあるが科学的検証の裏付けはない。